# Rompetrol Well Services
Rompetrol Well Services este o companie care execută operațiuni speciale la sondele de petrol și gaze din România.
Principalul acționar al companiei este Grupul Rompetrol NV Olanda care controlează 51% din acțiuni.
Acțiunile companiei se tranzacționează la categoria a doua a Bursei de Valori București, sub simbolul PTR.
Cifra de afaceri:
- 2010: 79,1 milioane lei (18,8 milioane euro)[2]
- 2009: 68,7 milioane lei (16,2 milioane euro)[3]
- 2008: 104,8 milioane lei[3]

Venit net:
- 2010: 14,57 milioane lei (3,4 milioane euro)[2]
- 2009: 13,6 milioane lei[3]
- 2008: 24,1 milioane lei[3]